# Parachondrostoma turiensis
Parachondrostoma turiensis, noto in italiano come Madrija è un pesce d'acqua dolce della famiglia Cyprinidae.

## Distribuzione e habitat
Si tratta di una specie endemica della Spagna orientale, nei bacini del Turia e del Mijares.
Vive in tratti fluviali caratterizzati da corrente vivace e fondali di ghiaia e ciottoli.

## Descrizione
È molto simile alla madrilla da cui si distingue per avere il muso più arrotondato, per il peduncolo caudale più spesso, per la sagoma più alta e per avere le scaglie più grandi.
Misura fino a 25 cm di lunghezza.

## Biologia
Al momento della fregola effettua migrazioni verso l'alto corso dei fiumi.

## Conservazione
Si tratta di una specie fortemente minacciata di estinzione a causa dellinquinamento idrico e dall'introduzione del persico trota.